# 關原之戰 (電影)
《關原之戰》（日语：／ Sekigahara ?）是2017年製作的日本電影。以石田三成和德川家康為主角的歷史小說「關原之戰」（原作：司馬遼太郎）的電影改編作品，描述從豐臣秀吉的死亡開始到關原之戰結束的歷史進程。 
導演和劇本為原田真人，主演包括岡田准一、役所廣司、有村架純、東出昌大、平岳大以及松山研一。

## 劇情
當一統天下的「太閣」豐臣秀吉（瀧藤賢一飾）過世後，隱藏奪權慾望多時的德川家康（役所廣司飾）逐漸利用眾多大名和武將，對身為奉行的石田三成（岡田准一飾）釋放不滿情緒，並拉攏了加藤清正、福島正則、黑田長政和藤堂高虎等人，將三成逼入絕路。三成趁家康領兵向上杉家討伐問罪之際，於近畿地區起兵，雙方於關原相遇，在慶長五年九月十五日（公元1600年10月21日）開戰，是為關原之戰。最終，在西軍將領小早川秀秋（東出昌大飾）叛變的情況下，這場戰爭在一天內即分出了勝負，德川家康取得了統治權，於三年後成立江戶幕府 。

## 演員
- 石田三成：岡田准一
- 徳川家康：役所廣司
- 初芽：有村架純
- 島左近：平岳大
- 小早川秀秋：東出昌大
- 直江兼續：松山研一
- 井伊直政：北村有起哉
- 蛇白／阿茶：伊藤步
- 赤耳：中嶋しゅう
- 福島正則：音尾琢真
- 加藤清正：松角洋平
- 黑田長政：和田正人
- 北政所：木村綠子
- 豐臣秀吉：泷藤贤一
- 大谷吉繼：大場泰正
- 花野：中越典子
- 妙善尼：壇蜜
- 前田利家：西岡徳馬
- 島津惟新入道：麿赤兒
- 本多正信：久保酎吉
- 安國寺惠瓊：春海四方
- 八十島助左衛門：堀部圭亮
- 島津豐久：三浦誠己
- 長壽院盛淳：たかお鷹
- 中馬大蔵：松島圭二郎
- 柏木源藤：原田遊人
- 毛谷主水：橋本潤
- 島信勝：山村憲之介
- 銀龜：宮本裕子
- 柳生又右衛門宗矩：永岡佑
- 柳生五郎右衛門宗章：田島俊弥
- 柳生石舟斎宗嚴：辻萬長
- 磯野平三郎：荒木貴裕
- 渡辺甚平：安藤彰則
- 塩野清助：金子太郎
- 蒲生藏人：井上肇
- 杉江勘兵衛：山口孝二
- 前野兵庫：北岡龍貴
- 前野舞：藤倉みのり
- 多々：荻野みかん
- 李烈：成田瑛基
- 上杉景勝：辻本晃良
- 宇喜多秀家：生島翔
- 長束正家：猪熊恒和
- 前田玄以：川中健次郎
- 淺野長政：大西孝洋
- 小西行長：鈴木壮麻
- 明石全登：杉山英之
- 大久保猪之助：田邊和也
- 平岡頼勝：塚本幸男
- 細川忠興：関口晴雄
- 池田輝政：齋賀正和
- 淺野幸長：尾崎右宗
- 加藤嘉明：西原誠吾
- 於美屋の方：緑茶麻悠
- 於千奈の方：楠本千奈
- 於辰の方：安藤裕子
- 辰姬：高野万優
- 佐吉：河城英之介
- 毛利輝元：山崎清介
- 增田長盛：中村育二
- 本多忠勝：天乃大介
- 松平忠吉：吉村界人
- 可兒才藏：田中美央
- 菅六之助：大川ヒロキ
- みや：福富ゆき
- みつ：円地晶子
- 淀殿：和田菜々
- 一の台：清水直子
- 少年：林卓
- かいわれさん：鴨川てんし
- 旁白（司馬遼太郎）：木場勝己

## 外部連結
- 電影關原之戰官方網站（日文） （页面存档备份，存于）
- 電影關原之戰東寶官方網站（日文） （页面存档备份，存于）
- 關原之戰的X（前Twitter）
- 關原之戰 - allcinema
- 互联网电影数据库（IMDb）上《Sekigahara》的资料（英文）